# 조던 필드
조던 필드(Jordan Field)는 미국의 다목적 경기장이다. 매사추세츠주 보스턴에 위치하고 있으며 NWSL 보스턴 브레이커스의 홈경기장이다.